# José Maria Pedroto
José Maria Pedroto (Lamego, 21 ottobre 1928 – Porto, 7 gennaio 1985) è stato un allenatore di calcio e calciatore portoghese, di ruolo centrocampista.

## Carriera

### Nazionale
Ha collezionato 17 presenze con la propria Nazionale.

## Statistiche

### Cronologia presenze e reti in nazionale
| Cronologia completa delle presenze e delle reti in nazionale ― Portogallo | Cronologia completa delle presenze e delle reti in nazionale ― Portogallo | Cronologia completa delle presenze e delle reti in nazionale ― Portogallo | Cronologia completa delle presenze e delle reti in nazionale ― Portogallo | Cronologia completa delle presenze e delle reti in nazionale ― Portogallo | Cronologia completa delle presenze e delle reti in nazionale ― Portogallo | Cronologia completa delle presenze e delle reti in nazionale ― Portogallo | Cronologia completa delle presenze e delle reti in nazionale ― Portogallo |
| Data                                                                      | Città                                                                     | In casa                                                                   | Risultato                                                                 | Ospiti                                                                    | Competizione                                                              | Reti                                                                      | Note                                                                      |
| ------------------------------------------------------------------------- | ------------------------------------------------------------------------- | ------------------------------------------------------------------------- | ------------------------------------------------------------------------- | ------------------------------------------------------------------------- | ------------------------------------------------------------------------- | ------------------------------------------------------------------------- | ------------------------------------------------------------------------- |
| 20-4-1952                                                                 | Colombes                                                                  | Francia                                                                   | 3 – 0                                                                     | Portogallo                                                                | Amichevole                                                                | -                                                                         |                                                                           |
| 19-12-1954                                                                | Oeiras                                                                    | Portogallo                                                                | 0 – 3                                                                     | Germania Ovest                                                            | Amichevole                                                                | -                                                                         |                                                                           |
| 22-5-1955                                                                 | Porto                                                                     | Portogallo                                                                | 3 – 1                                                                     | Inghilterra                                                               | Amichevole                                                                | -                                                                         |                                                                           |
| 18-12-1955                                                                | Istanbul                                                                  | Turchia                                                                   | 3 – 1                                                                     | Portogallo                                                                | Amichevole                                                                | -                                                                         |                                                                           |
| 25-12-1955                                                                | Cairo                                                                     | Egitto                                                                    | 0 – 4                                                                     | Portogallo                                                                | Amichevole                                                                | -                                                                         |                                                                           |
| 25-3-1956                                                                 | Oeiras                                                                    | Portogallo                                                                | 3 – 1                                                                     | Turchia                                                                   | Amichevole                                                                | -                                                                         |                                                                           |
| 8-4-1956                                                                  | Oeiras                                                                    | Portogallo                                                                | 0 – 1                                                                     | Brasile                                                                   | Amichevole                                                                | -                                                                         |                                                                           |
| 3-6-1956                                                                  | Oeiras                                                                    | Portogallo                                                                | 3 – 1                                                                     | Spagna                                                                    | Amichevole                                                                | -                                                                         |                                                                           |
| 9-6-1956                                                                  | Oeiras                                                                    | Portogallo                                                                | 2 – 2                                                                     | Ungheria                                                                  | Amichevole                                                                | -                                                                         |                                                                           |
| 16-1-1957                                                                 | Lisbona                                                                   | Portogallo                                                                | 1 – 1                                                                     | Irlanda del Nord                                                          | Qual. Mondiali 1958                                                       | -                                                                         |                                                                           |
| 24-3-1957                                                                 | Oeiras                                                                    | Portogallo                                                                | 0 – 1                                                                     | Francia                                                                   | Amichevole                                                                | -                                                                         |                                                                           |
| 1-5-1957                                                                  | Belfast                                                                   | Irlanda del Nord                                                          | 3 – 0                                                                     | Portogallo                                                                | Qual. Mondiali 1958                                                       | -                                                                         | Cap.                                                                      |
| 26-5-1957                                                                 | Oeiras                                                                    | Portogallo                                                                | 3 – 0                                                                     | Italia                                                                    | Qual. Mondiali 1958                                                       | -                                                                         | Cap.                                                                      |
| 11-6-1957                                                                 | Rio de Janeiro                                                            | Brasile                                                                   | 2 – 1                                                                     | Portogallo                                                                | Amichevole                                                                | -                                                                         | Cap.                                                                      |
| 16-6-1957                                                                 | San Paolo                                                                 | Brasile                                                                   | 3 – 0                                                                     | Portogallo                                                                | Amichevole                                                                | -                                                                         | Cap.                                                                      |
| 22-12-1957                                                                | Milano                                                                    | Italia                                                                    | 3 – 0                                                                     | Portogallo                                                                | Qual. Mondiali 1958                                                       | -                                                                         |                                                                           |
| Totale                                                                    |                                                                           | Presenze                                                                  | 17                                                                        |                                                                           | Reti                                                                      | 0                                                                         |                                                                           |

### Allenatore
| Cronologia completa delle presenze e delle reti in nazionale ― Portogallo | Cronologia completa delle presenze e delle reti in nazionale ― Portogallo | Cronologia completa delle presenze e delle reti in nazionale ― Portogallo | Cronologia completa delle presenze e delle reti in nazionale ― Portogallo | Cronologia completa delle presenze e delle reti in nazionale ― Portogallo | Cronologia completa delle presenze e delle reti in nazionale ― Portogallo | Cronologia completa delle presenze e delle reti in nazionale ― Portogallo | Cronologia completa delle presenze e delle reti in nazionale ― Portogallo |
| Data                                                                      | Città                                                                     | In casa                                                                   | Risultato                                                                 | Ospiti                                                                    | Competizione                                                              | Reti                                                                      | Note                                                                      |
| ------------------------------------------------------------------------- | ------------------------------------------------------------------------- | ------------------------------------------------------------------------- | ------------------------------------------------------------------------- | ------------------------------------------------------------------------- | ------------------------------------------------------------------------- | ------------------------------------------------------------------------- | ------------------------------------------------------------------------- |
| 3-4-1974                                                                  | Lisbona                                                                   | Portogallo                                                                | 0 – 0                                                                     | Inghilterra                                                               | Amichevole                                                                | -                                                                         |                                                                           |
| 13-11-1974                                                                | Berna                                                                     | Svizzera                                                                  | 3 – 0                                                                     | Portogallo                                                                | Amichevole                                                                | -                                                                         |                                                                           |
| 20-11-1974                                                                | Londra                                                                    | Inghilterra                                                               | 0 – 0                                                                     | Portogallo                                                                | Qual. Euro 1976                                                           | -                                                                         |                                                                           |
| 9-3-1975                                                                  | Goiânia                                                                   | Goiás                                                                     | 2 – 1                                                                     | Portogallo                                                                | Amichevole                                                                | 1                                                                         |                                                                           |
| 26-4-1975                                                                 | Colombes                                                                  | Francia                                                                   | 0 – 2                                                                     | Portogallo                                                                | Amichevole                                                                | 2                                                                         |                                                                           |
| 30-4-1975                                                                 | Praga                                                                     | Cecoslovacchia                                                            | 5 – 0                                                                     | Portogallo                                                                | Qual. Euro 1976                                                           | -                                                                         |                                                                           |
| 13-5-1975                                                                 | Glasgow                                                                   | Scozia                                                                    | 1 – 0                                                                     | Portogallo                                                                | Amichevole                                                                | -                                                                         |                                                                           |
| 8-6-1975                                                                  | Limisso                                                                   | Cipro                                                                     | 0 – 2                                                                     | Portogallo                                                                | Qual. Euro 1976                                                           | 2                                                                         |                                                                           |
| 12-11-1975                                                                | Porto                                                                     | Portogallo                                                                | 1 – 1                                                                     | Cecoslovacchia                                                            | Qual. Euro 1976                                                           | 1                                                                         |                                                                           |
| 19-11-1975                                                                | Lisbona                                                                   | Portogallo                                                                | 1 – 1                                                                     | Inghilterra                                                               | Qual. Euro 1976                                                           | 1                                                                         |                                                                           |
| 3-12-1975                                                                 | Setúbal                                                                   | Portogallo                                                                | 1 – 0                                                                     | Cipro                                                                     | Qual. Euro 1976                                                           | 1                                                                         |                                                                           |
| 7-4-1976                                                                  | Torino                                                                    | Italia                                                                    | 3 – 1                                                                     | Portogallo                                                                | Amichevole                                                                | 1                                                                         |                                                                           |
| 16-10-1976                                                                | Porto                                                                     | Portogallo                                                                | 0 – 2                                                                     | Polonia                                                                   | Qual. Mondiali 1978                                                       | -                                                                         |                                                                           |
| 17-11-1976                                                                | Lisbona                                                                   | Portogallo                                                                | 1 – 0                                                                     | Danimarca                                                                 | Qual. Mondiali 1978                                                       | 1                                                                         |                                                                           |
| 5-12-1976                                                                 | Limisso                                                                   | Cipro                                                                     | 1 – 2                                                                     | Portogallo                                                                | Qual. Mondiali 1978                                                       | 2                                                                         |                                                                           |
| 22-12-1976                                                                | Lisbona                                                                   | Portogallo                                                                | 2 – 1                                                                     | Italia                                                                    | Amichevole                                                                | 2                                                                         |                                                                           |
| Totale                                                                    |                                                                           | Presenze                                                                  | 16                                                                        |                                                                           | Reti                                                                      | 14                                                                        |                                                                           |

## Palmarès

### Giocatore

#### Competizioni nazionali
- Campionato portoghese: 1

Porto: 1955-1956
- Coppa del Portogallo: 2

Porto: 1955-1956, 1957-1958

### Allenatore

#### Competizioni nazionali
- Campionato portoghese: 2

Porto: 1977-1978, 1978-1979
- Coppa del Portogallo: 4  (record condiviso con Otto Glória e Sérgio Conceição)

Boavista: 1974-1975, 1975-1976
Porto: 1967-1968, 1976-1977
- Taça Ribeiro dos Reis: 1

Vitoria Setubal: 1969-1970

#### Competizioni internazionali
- Pequeña Copa del Mundo: 1

Vitoria Setubal: 1970